# Luchthaven Nanki-Shirahama
Luchthaven Nanki Shirahama (Japans: 南紀白浜空港, Nanki Shirahama Kūkō) (IATA: SHM, ICAO: RJBD) is een prefecturale luchthaven (3de klasse) in de Japanse gemeente Shirahama.
JAL (Japan Airlines) heeft normaal twee vluchten per dag van en naar Haneda (Tokyo International Airport) in Tokio. In het toeristische seizoen zijn er drie vluchten per dag (ongeveer de helft van het jaar). De luchthaven ligt vlak bij het attractiepark Adventure World. Het vliegveld heeft een landingsbaan van 2000 m. Nippon Express is verantwoordelijk voor de uitbating van de luchthaven.